# Pišagči (dialekt Torki)
Pišagči (dialekt Torki) je turkický oghuzský jazyk, kterým se mluví v částech Ázerbájdžánu, Íránu a Afghánistánu. Je považován za jeden z jižních dialektů ázerbájdžánštiny, pro rozlišení nazvaného - Torki. Mluví jím Pišagči Turci. Jelikož v Íránu jsou Pišagči Turci nuceni mluvit persky, používají jej jako svůj literární jazyk. Pro zápis používají perskou modifikaci arabského písma. V Afghánistánu používají cyrilici a latinské písmo. 

## Zařazení ázerbájdžánských jazyků
| mateřský jazyk:      | ISO 639-1: az Ázerbájdžánština, a varianty: (oghuzské jazyky, jazyk Sonkori)                                                               |
| mateřská podskupina: | ISO 639-2: aze (B) Torki, a varianty: (jižní oghuzština, jižní ázerbájdžánština, jižní azerština, íránská turečtina, afghánská oghuzština) |
| primární dialekt:    | Pišagči (dialekt Torki) |
| jazykový kód:        | ISO 639-3: azb-pis (B) |

| skupina dialektů Baharlu jazykový kód ISO 639-3                                                                                     | skupina dialektů Tabriz jazykový kód ISO 639-3 | skupina dialektů Šahsavani jazykový kód ISO 639-3 | skupina dialektů Karapapach jazykový kód ISO 639-3 |
| 1 Baharlu - (azb-bah), * Chamseh, Chamsa - (azb-bah) 2 Nafar - (azb-naf) 3 Mokaddam - (azb-min) 4 Ajnallu, Inallu, Inanlu (azb-ajn) | 1 Täbris - (azb-tab) 2 Afšar, Afšari, Afsar - (azb-afs) 3 Bajat - (azb-bay) 4 Karagözlü - (azb-qar) 5 Kirkuk - (azb-kir) 6 Kars - (azb-kas) 7 Kádžár - (azb-qaj) | 1 Šáhseven - (azb-sha) 2 Pišagči - (azb-pis)      | 1 Karapapach (V.anat. turečtina) - (azb-kar)       |